# Whitney Thompson
Whitney Thompson (26. september 1987) er en amerikansk model og vinder af tiende omgang af tv-showet America's Next Top Model.